# Штанько Валентина Григорівна
Валентина Григорівна Штанько (7 листопада 1930, місто Бірзула, тепер місто Подільськ Одеської області) — українська радянська діячка, старший інженер технічного відділу Вінницького виробничого об'єднання взутєвих підприємств імені Щорса Вінницької області. Депутат Верховної Ради СРСР 7—9-го скликань.

## Біографія
Народилася в родині службовця Григорія Казанчука. Батько рано помер.
Закінчила семирічну школу, а в 1947 році — школу фабрично-заводського навчання при Вінницькій взуттєвій фабриці.
У 1947—1954 роках — заготівельниця Вінницької взуттєвої фабрики. Без відриву від виробництва закінчила вечірню середню школу робітничої молоді в місті Вінниці.
У 1954—1966 роках — заготівельниця, у 1966—1973 роках — контролер відділу технічного контролю Вінницького взуттєвого виробничого об'єднання імені Щорса Вінницької області.
Член КПРС з 1967 року.
У 1973 році закінчила заочно Київський технологічний інститут легкої промисловості.
З 1973 року — старший інженер технічного відділу Вінницького виробничого об'єднання взутєвих підприємств імені Щорса Вінницької області.
Потім — на пенсії в місті Вінниці Вінницької області.

## Нагороди
- орден Леніна (1971)
- орден «Знак Пошани» (1966)
- медаль «За доблесну працю. В ознаменування 100-річчя з дня народження Володимира Ілліча Леніна» (1970)
- медалі